# Cámara de combustión

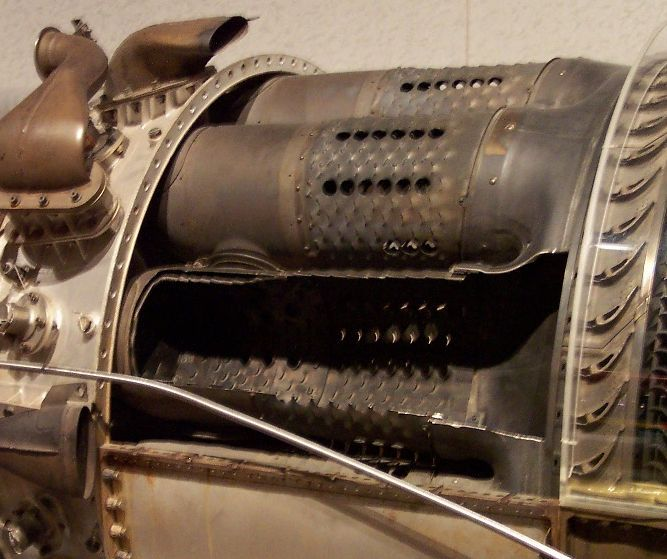
Cámaras de combustión de una turborreactor de avión GE J79.

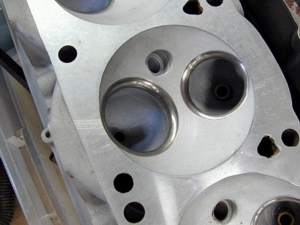
Cámara hemisférica en la culata de un motor de gasolina de cuatro tiempos

La cámara de combustión es el lugar donde se realiza la combustión del combustible con el comburente, generalmente aire, en el motor de combustión interna.
Sus aplicaciones principales son:
- Motores de combustión interna alternativos
- Motor Wankel
- Turbinas de gas, por ejemplo el motor de reacción
- Motor cohete

En un motor alternativo de ciclo Otto (gasolina), la cámara de combustión es el espacio remanente entre la parte superior del pistón cuando este se encuentra en el punto muerto superior (PMS) y la culata o tapa de cilindros. En un ciclo Diésel (gas oil), de inyección directa, la cámara de combustión principal se encuentra mecanizada en la cabeza del pistón. En los de inyección indirecta, hay una precámara de combustión o una cámara de turbulencia.
La relación entre el volumen máximo y mínimo se denomina relación de compresión. Para simplificar, en los motores de ciclo Otto se denomina así al volumen del espacio en la culata.
Hay varios tipos  de cámaras de combustión, por ejemplo según sea un ciclo de cuatro tiempos o un motor de dos tiempos, o diésel o gasolina.
Tiene un funcionamiento similar a un hogar térmico de una instalación de generación de vapor.